# Мисливець Федір
«Мисливець Федір» — мультиплікаційний фільм.
За мотивами сучасної бурятської казки. Картина слідує загальним тенденціям і настроям радянського мистецтва другої половини 1930-х років.

## Сюжет
В основу фільму покладено бурятську радянську казку «Як мисливець Федір японців прогнав» (надрукована в номері «Правди» за 9 вересня 1937).
Хлопчик Федір проганяє японців, які намагалися пробитися через кордон.

## Творці
| режисер                   | Олександр Іванов |
| сценарист                 | Дмитро Тарасов |
| художник-постановник      | Геннадій Філіппов |
| художники-мультиплікатори | Фаїна Єпіфанова, Л. Диківський, Ламіс Бредіс , А. Щекалина, Надія Привалова, Т. Пузирьова, Валентин Лалаянц, Б. Пєтін, Федір Хітрук, Ст. Макіїв |
| оператор                  | П. Лебедєва |
| композитор                | Олександр Варламов |
| звукооператори            | З. Ренський |